# Нэнси Дрю. Секреты могут убивать
«Нэнси Дрю. Секреты могут убивать» (англ. Nancy Drew: Secrets Can Kill) — компьютерная игра в жанре квест, разработанная компанией Her Interactive. Выход состоялся в 1998 году. В 2001 году она была переиздана компанией DreamCatcher Interactive. Сюжет игры основан на первой одноимённой книге из серии «Файлы Нэнси Дрю», ответвления основной серии книг о приключениях девушки-детектива Нэнси Дрю. Игра должна была стать первой в трилогии. Русская версия игры вышла только 6 марта 2008 года. Локализацией занималась компания «Новый диск».
В 2010 году к 80-летию героини вышла новая обновленная версия игры — «Secrets Can Kill Remastered» (Секреты могут убивать. Возвращение). В новой игре используется новая графика и музыка, новые загадки и присутствует альтернативный конец.

## Игровой процесс
«Нэнси Дрю. Секреты могут убивать» — приключенческая игра в жанре квест, в которой игрок наблюдает за происходящим вокруг в режиме от первого лица. Локации в игре можно осмотреть, поворачиваясь на все 360 градусов. Они выполнены качественно в 3D, достаточно яркие и реалистичные, а вот изображения персонажей прорисованы в 2D, что может казаться странным и искусственным. Они скорее похожи на неподвижную деревянную мебель.
Движок игры был доработан по сравнению с предыдущими играми компании. В игре курсором мыши можно было и взаимодействовать с предметами и перемещаться по локациям. Курсор обычно выглядит как лупа, он подсвечивается красным при наведении на предметы, с которыми можно взаимодействовать, и меняет форму на стрелку, если возможно перемещение.
В игре присутствует три уровня сложности, но сам по себе геймплей игры не является сложным. Интерфейс игры и загадки соответствуют по сложности таким же в других играх серии. Задачи в игре в основном основаны на текстовых загадках, которые можно найти на разных надписях или разбросанных записках. Подобные головоломки нереалистичны и не являются сложными, но Бет Тейлор с сайта Allgame сочла подобный способ подачи загадок идеальным для тех, кто любит разглядывать хорошо прорисованные фоны. Кроме того, в игре придется вести диалоги, играть в мини-игры и решить несколько классических задач с использованием предметов инвентаря. В игре довольно много доступных для поиска улик, так что легко можно проглядеть часть из них и все равно решить дело, но решение некоторых головоломок является обязательным для продвижения по сюжету. В случае проблем, Нэнси может позвонить своим друзьям: Нэду, Бесс или Джордж, которые подскажут, что делать дальше.
В игре есть возможность, называемая «Второй шанс»: если героиня попадает в расставленную преступником смертельную ловушку, то появляется кнопка «второй шанс», которая возвращает её на место прямо перед ловушкой, тем самым исчезает необходимость проходить игру «с последнего сохранения».
Переигрывать игру с начала нет смысла после первого прохождения, так как ничего нового для игрока уже не открывается.
Любой из встреченных в игре персонажей может лгать Нэнси

## Сюжет
Нэнси отправляется во Флориду, в городок Пасео дель Мар, чтобы навестить свою тётушку Элоизу, работающую библиотекарем в местной школе.
Одного из учеников находят мертвым и тётя просит Нэнси расследовать это дело, поэтому Нэнси поступает в школу «под прикрытием», как новая ученица. В ходе игры она узнает, что Джейк Роджерс, погибший школьник, шантажировал других учеников видеозаписями их проступков.
В определённый момент Нэнси собирает достаточно улик, чтобы убедить Дерила выдать своего партнера-наркоторговца Митча. Они сталкиваются с ним на фармацевтическом заводе, где Митч пытается заставить их замолчать. Но тут появляется Конни и выбивает пистолет из рук Митча. Нэнси производит гражданский арест.
В эпилоге игры Нэнси получает приглашение на киностудию, где и будет происходить действие второй игры серии: «Нэнси Дрю. Опасность за каждым углом».

## Восприятие
| Сводный рейтинг          | Сводный рейтинг |
| Агрегатор                | Оценка          |
| ------------------------ | --------------- |
| GameRankings             | 67,50 %         |
| MobyRank                 | 72              |
| Иноязычные издания       |                 |
| Издание                  | Оценка          |
| AllGame                  | 3,5 из 5        |
| Adventure Classic Gaming | 4 из 5          |
| AdventureGamers          | 2 из 5          |
| Русскоязычные издания    |                 |
| Издание                  | Оценка          |
| «Игромания»              | 5,0 из 10       |

Обзоры игры называют её достаточно лёгкой и интересной для молодых игроков, особенно девушек. Компания утверждала, что перед выпуском она провела маркетинговые исследования, чтобы убедиться, что игра подходит тогдашним девушкам-подросткам. Игра идеальна для тех, кто только начинает играть в компьютерные игры. Her Interactive получила положительные отзывы за привлечение к компьютерным играм девушек, для которых игр практически не создавалось.
Бет Тейлор сочла разочаровывающим то, что убийца становится очевиден при прохождении игры, и игрок не может гадать и пытаться выяснить, кто именно виноват. Автор обзора на сайте Adventure Gamers счел, что многое в игре не проработано. Диалоги в игре довольно искусственны и лишены глубины. Включение в игру опции «Второй шанс» было встречено положительно и сочтено облегчающим игру и спасающим от необходимости проходить с последнего сохранения.
Каждая локация имеет свою фоновую музыку. Наличие в игре композиций Help Me Nancy (рус. "Помоги мне, Нэнси") и Murder on My Mind (рус. «Убийство у меня на уме») в музыкальном автомате и начальный клип игры послужили хорошим штрихом для неё. Голоса персонажей отражают все их эмоции, но Том Кинг счел, что игра актёров минимальна из-за отсутствия глубины в диалогах. Реплики идеально согласованы с движениями губ персонажей.
Как первая игра по известной книжной серии о Нэнси Дрю, она привлекла внимание фанатов книг. Участие героини в новом виде медиа-продукции интриговало. Но если молодым поклонницам книг игра могла показаться интересной, то для более взрослых головоломки в игре оказались слишком лёгкими. Автор обзора на Adventure Gamers счёл, что многие ответы в диалогах звучат, как будто персонаж — это «Барби Дрю».
Российская локализация игры была сочтена автором «Игромании» случаем, когда «плюсы перевешивают минусы». Часть персонажей озвучены великолепно, например, Нэнси. Сам перевод выполнен на высоком уровне и не вызывает нареканий.